# Giuseppe Campora
Giuseppe Campora (30 de septiembre de 1923 - 5 de diciembre de 2004) fue un tenor, cantante de ópera, de nacionalidad italiana.  

## Biografía
Nacido en Tortona, Italia, Campora fue un tenor especializado en obras de Giacomo Puccini. Cursó estudios con el maestro Magenta, en Génova, y con el maestro Merlini en Milán. Debutó en 1949 en Bari con La bohème, sustituyendo a Galliano Masini. En 1953 fue Radames en el film operístico Aida, y en 1954 dobló a Nicola Filacuridi, con el papel de Pinkerton, en el film dirigido por Carmine Gallone Madama Butterfly.
Campora disfrutó de diversos éxitos en todos los grandes teatros italianos (especialmente su actuación como Maurizio en Adriana Lecouvreur, junto a Magda Olivero, en el Teatro de La Scala en 1958), así como en la Metropolitan Opera House de Nueva York, con actuaciones destacadas en los años 1950 y 1960. También fue Edgardo en Lucía de Lammermoor, en la única actuación de Maria Callas emitida desde el Met, en 1956.  
En 1973, campora debutó en la New York City Opera con el papel de Chevalier des Grieux en Manon. Actuó en 1980 en la San Diego Opera en la pieza El murciélago, cantando junto a Joan Sutherland y Beverly Sills, única ocasión en la que pudieron actuar juntos.
Entre las diversas grabaciones efectuadas por el cantante, figuran La fuerza del destino (1952), La Gioconda (1952), Madama Butterfly (con Renata Tebaldi, 1952), Simón Boccanegra (con Victoria de los Ángeles, Tito Gobbi y Boris Christoff, 1957), Tosca (con Tebaldi y Enzo Mascherini, 1952) y La traviata (1952).
Giuseppe Campora se retiró de la escena a principios de los años 1980, volviendo a su ciudad natal y dedicándose a la enseñanza. Falleció en el año 2004 en Tortona.

## Discografía

### Discos de estudio
- La traviata, con Rosetta Noli y Carlo Tagliabue, dir. Umberto Berrettoni - Remington/Preiser 1950
- Madama Butterfly, con Renata Tebaldi, Giovanni Inghilleri y Nell Rankin, dir. Alberto Erede - Decca 1951
- Tosca, con Renata Tebaldi y Enzo Mascherini, dir. Alberto Erede - Decca 1952
- La Gioconda, con Anita Corridori, Anselmo Colzani, Miriam Pirazzini y Fernando Corena, dir. Armando La Rosa Parodi - Urania 1952
- La fuerza del destino, con Adriana Guerrini, Anselmo Colzani y Giuseppe Modesti, dir. Armando La Rosa Parodi - Urania 1952
- Simón Boccanegra, con Tito Gobbi, Boris Christoff y Victoria de los Ángeles, dir. Gabriele Santini - HMV 1957
- Francesca da Rimini (DVD), con Marcella Pobbe, Nicoletta Panni y Ugo Novelli, dir. Arturo Basile - video-RAI 1958 ed. House of Opera

### Discos en directo
- La traviata (selec.), con Renata Tebaldi, Paolo Silveri, dir. Antonino Votto - Río de Janeiro 1951 ed. Lyric Distribution/Opera Lovers
- La traviata, con Renata Tebaldi, Giuseppe Taddei, dir. Gabriele Santini - Nápoles 1952 ed. Lyric Distribution/Hardy Classic
- Isabel, reina de Inglaterra, con Maria Vitale, Lina Pagliughi, dir. Alfredo Simonetto - RAI-Milán 1953 ed. Arkadia/Melodram
- La bohème, con Elena Rizzieri, Giuseppe Taddei, Renata Broilo, Italo Tajo, dir. Francesco Molinari Pradelli - RAI-Milán 1954 ed. Opera Lovers
- Lucía de Lammermoor, con Maria Callas, Enzo Sordello y Nicola Moscona, dir. Fausto Cleva - Met 1956 ed. Melodram
- Fausto, con Dorothy Kirsten, Jerome Hines y Frank Guarrera, dir. Pierre Monteux - Met 1956 ed. Lyric Distribution
- Lodoletta, con Giuliana Tavolaccini, Giulio Fioravanti, Antonio Cassinelli y Miti Truccato-Pace, dir. Alberto Paoletti - RAI-Milán 1957 ed. Gala/Cantus Classics
- La traviata, con Renata Tebaldi y Leonard Warren, dir. Fausto Cleva - Met 1957 ed. Melodram
- La traviata, con Victoria de los Ángeles y Robert Merrill, dir. Fausto Cleva - Met 1958 ed. Bensar
- La hija del regimiento, con Anna Moffo, Giulio Fioravanti y Antonio Cassinelli, dir. Franco Mannino - RAI-Milán 1960 ed. Melodram
- Beatriz de Tenda, con Joan Sutherland, Raina Kabaivanska y Dino Dondi, dir. Antonino Votto - La Scala 1961 ed. Cetra/Movimento Musica/Opera D'Oro
- Caterina Cornaro, con Leyla Gencer, Giuseppe Taddei y Samuel Ramey, dir. Alfredo Silipigni - Newark 1973 ed. On Stage
- El murciélago, con Joan Sutherland, Beverly Sills, Alan Titus y Joseph Frank, dir. Richard Bonynge - San Diego 1980 ed. House of Opera